# Festival de Cannes 2011
Le Festival de Cannes 2011, 64e édition, a lieu du 11 au 22 mai 2011. La maîtresse de cérémonie est Mélanie Laurent et le président du jury l'acteur Robert De Niro.

## Déroulement et faits marquants

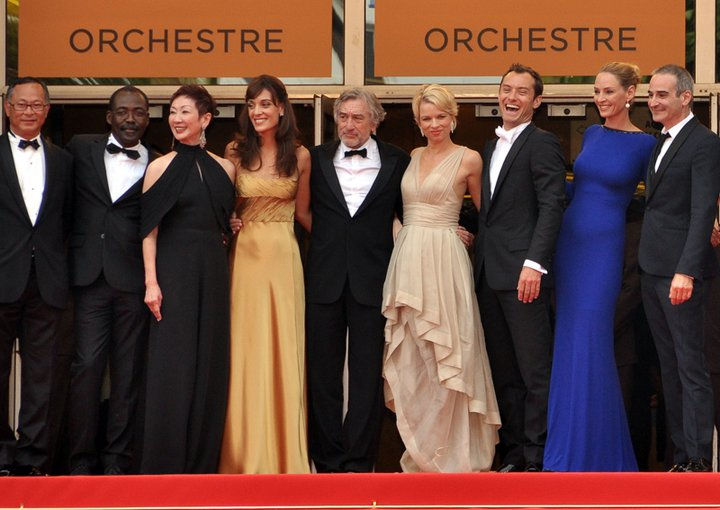
Le jury de la sélection des longs-métrages.

Le 6 janvier 2011, les organisateurs du Festival de Cannes annoncent que l'acteur américain Robert De Niro accepte leur proposition de présider le jury de la 64e édition. Ce choix est un hommage au cofondateur du Festival de Tribeca qui organise sa 10e édition cette même année. À propos de son rôle à venir, l'intéressé déclare alors : « Ayant été par deux fois président de jury dans les années 1980, je sais que ce ne sera pas une tâche facile pour mes amis jurés et moi-même mais je suis honoré et heureux du rôle qui m’est confié par le Festival de Cannes ».
Le 31 janvier 2011, la Cinémathèque française annonce qu'une version restaurée de Orange mécanique de Stanley Kubrick sera projetée en avant-première mondiale au Festival de Cannes. Le 2 février 2011, un communiqué officiel annonce la sélection de Minuit à Paris de Woody Allen en tant que film d'ouverture. Pour la seconde fois depuis Robin des Bois en 2010, les spectateurs pourront, dans les salles équipées, regarder la cérémonie d'ouverture du Festival de Cannes suivi du film.
L'affiche de la 64e édition du festival est une photographie de Faye Dunaway par Jerry Schatzberg. La semaine de la critique fête son 50e anniversaire et décline son poster en cinq versions reprenant des extraits de films de Bernardo Bertolucci, Alejandro González Iñárritu, Barbet Schroeder, Jacques Audiard et Wong Kar-wai. L'affiche de la Quinzaine des réalisateurs, conçue par Michel Welfringer, est composée de pictogrammes. L'affiche de la sélection ACID est une œuvre de Speedy Graphito.

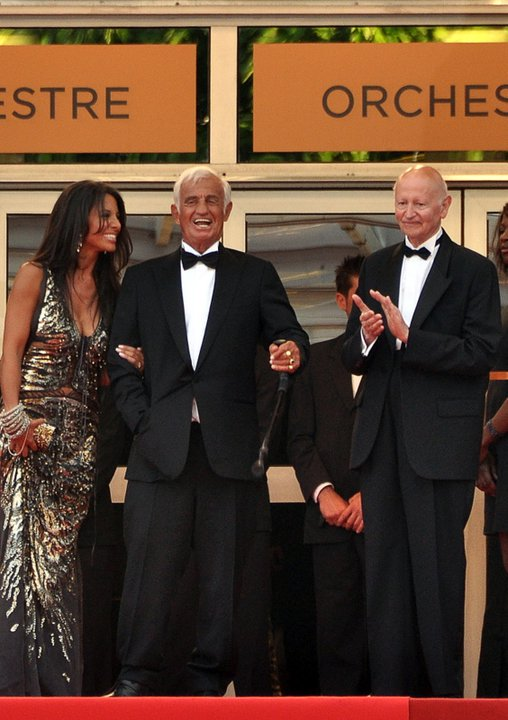
Jean-Paul Belmondo et sa compagne Barbara Gandolfi accueillis par Gilles Jacob en haut des marches pour l'hommage du festival à l'acteur.

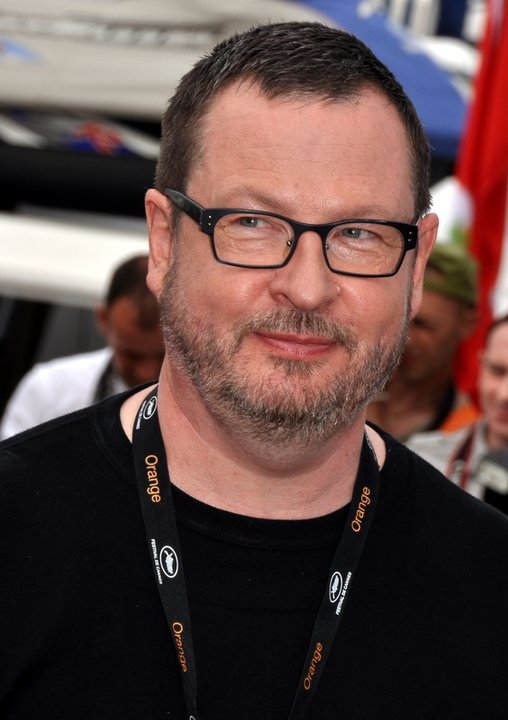
Les propos du cinéaste Lars von Trier sur le régime nazi engendrent des remous durant le festival.

Le 4 mars 2011, Gilles Jacob annonce sur le plateau du Grand journal de Canal+ que l'actrice française Mélanie Laurent sera la maitresse de cérémonie lors de l'ouverture et la fermeture de la 64e édition du Festival. Le 30 mars 2011, Gilles Jacob et Thierry Frémaux annoncent que le festival accueillera un hommage à l'acteur Jean-Paul Belmondo, avec notamment la projection du film Belmondo itinéraire de Vincent Perrot et Jeff Domenech en la présence de l'acteur. Le 11 avril 2011, l'attribution d'une Palme d'honneur à Bernardo Bertolucci est annoncée sur le site du Festival. Alors que la Palme d'honneur n'était attribuée jusqu'à présent qu'exceptionnellement (en particulier à Clint Eastwood en 2009 et à Woody Allen en 2002), cette distinction, remise lors de la cérémonie d'ouverture, est désormais annuelle et attribuée par les organisateurs du Festival à un réalisateur remarquable n'ayant jamais reçu la Palme d'or.
Le 14 avril 2011, Gilles Jacob et Thierry Frémaux annoncent lors de la conférence de presse tenue, selon l'usage consacré, au Grand Hôtel InterContinental de Paris, la liste des films sélectionnés pour l'édition 2011. 1714 films furent envoyés au comité de sélection. On souligne l'absence de cinéastes attendus (Marjane Satrapi, Carlos Reygadas, Brillante Mendoza, Hirokazu Kore-eda…). Il est révélé ultérieurement que le comité refusa en compétition Une séparation, un des plus grands succès de l'année.
Le 4 mai 2011, quelques jours avant l'ouverture du festival, le film The Artist initialement présenté hors compétition, est intégré en compétition officielle.
Plusieurs publications font remarquer que l'affaire Dominique Strauss-Kahn qui éclata au quatrième jour du festival supplanta largement l'attention médiatique au détriment de la manifestation cinématographique,.
Le 18 mai 2011, lors de la conférence de presse de Melancholia, Lars von Trier tient des propos ambigus sur le régime nazi, et principalement sur Adolf Hitler. Il dit entre autres : « Je dis que je comprends l'homme. Ce n'est pas vraiment un brave type, mais (…) je compatis un peu avec lui. » Il s'est ensuite excusé dans un communiqué à la demande du Festival s'étant dit « ému » par ces propos. Le 19 mai, le Festival le déclare persona non grata. Son film reste néanmoins en compétition, Gilles Jacob précisant « ne pas vouloir sanctionner une œuvre, mais les propos de l’homme ».
La sélection de la Quinzaine des réalisateurs fut décriée par la critique, le délégué général Frédéric Boyer est remercié par la Société des réalisateurs de films après le festival.
Le 22 mai 2011, le palmarès fut dévoilé, et contrairement aux années précédentes, la Palme d'or, The Tree of Life de Terrence Malick ne fit pas l'unanimité (il fut sifflé et applaudit lors de sa projection). Pourtant le film préféré de la presse selon l'agrégateur Le Film français, c'est finalement le film le moins bien noté de la presse et des spectateurs sur Allociné (à l'exception de Footnote). Même résultat en Amérique, les autres films primés ont de meilleures notes que la Palme. Le film de Malick (un réalisateur peu prolifique et très attendu) divisa les festivaliers, les conquis louent un chef-d’œuvre avec une photographie magnifique et un non-formatage Hollywoodien, les adversaires critiquent un film prétentieux avec un aspect New Age.

## Jurys

### Compétition
| Nom | Nom                                | Qualité                            | Nationalité        |
| --- | ---------------------------------- | ---------------------------------- | ------------------ |
|     | Robert De Niro (président du jury) | acteur, producteur et réalisateur  | États-Unis         |
|     | Olivier Assayas                    | réalisateur                        | France             |
|     | Martina Gusman                     | actrice et productrice             | Argentine          |
|     | Jude Law                           | acteur                             | Royaume-Uni        |
|     | Mahamat Saleh Haroun               | réalisateur                        | Tchad              |
|     | Nansun Shi                         | productrice                        | Chine              |
|     | Uma Thurman                        | actrice, scénariste et productrice | États-Unis         |
|     | Johnnie To                         | réalisateur et producteur          | Chine ( Hong Kong) |
|     | Linn Ullmann                       | critique littéraire et écrivaine   | Norvège            |

### Caméra d'or
| Nom                              | Qualité                                                              | Nationalité  |
| -------------------------------- | -------------------------------------------------------------------- | ------------ |
| Bong Joon-ho (président du jury) | réalisateur et scénariste                                            | Corée du Sud |
| Danièle Heymann                  | critique                                                             | France       |
| Eva Vezer                        | directrice de Magyar Filmuno EFP                                     | Hongrie      |
| Robert Alazraki                  | directeur de la photographie, représentant l'AFC                     | France       |
| Daniel Colland                   | directeur du laboratoire Cinedia, représentant la FICAM              | France       |
| Jacques Maillot                  | réalisateur et scénariste, représentant la SRF                       | France       |
| Alex Masson                      | critique, représentant le Syndicat français de la critique de cinéma | France       |

### Un certain regard
| Nom                                | Qualité                                                        | Nationalité                      |
| ---------------------------------- | -------------------------------------------------------------- | -------------------------------- |
| Emir Kusturica (président du jury) | réalisateur, acteur et musicien                                | Serbie Bosnie-Herzégovine France |
| Élodie Bouchez                     | actrice                                                        | France                           |
| Peter Bradshaw                     | critique au Guardian                                           | Royaume-Uni                      |
| Geoffrey Gilmore                   | directeur artistique, directeur du Festival du film de TriBeCa | États-Unis                       |
| Daniela Michel                     | directrice du Festival international du film de Morelia        | Mexique                          |

### Cinéfondation et courts métrages
| Nom                               | Qualité                                 | Nationalité |
| --------------------------------- | --------------------------------------- | ----------- |
| Michel Gondry (président du jury) | réalisateur et scénariste               | France      |
| Julie Gayet                       | actrice et productrice                  | France      |
| Jessica Hausner                   | réalisatrice, scénariste et productrice | Autriche    |
| Corneliu Porumboiu                | réalisateur, scénariste et producteur   | Roumanie    |
| João Pedro Rodrigues              | réalisateur, scénariste et monteur      | Portugal    |

## Sélections

### Sélection officielle

#### Compétition
La sélection officielle en compétition se compose de 20 films :
| Titre                                                   | Réalisation                        | Pays        | Distribution                                           |
| ------------------------------------------------------- | ---------------------------------- | ----------- | ------------------------------------------------------ |
| L'Apollonide : Souvenirs de la maison close             | Bertrand Bonello                   | France      | Hafsia Herzi, Adèle Haenel, Céline Sallette            |
| The Artist                                              | Michel Hazanavicius                | France      | Jean Dujardin, Bérénice Bejo                           |
| Drive                                                   | Nicolas Winding Refn               | États-Unis  | Ryan Gosling, Carey Mulligan                           |
| Footnote (Hearat Shulayim)                              | Joseph Cedar                       | Israël      | Lior Ashkenazi, Alma Zack                              |
| Le Gamin au vélo                                        | Jean-Pierre Dardenne, Luc Dardenne | Belgique    | Cécile de France, Thomas Doret                         |
| Habemus papam                                           | Nanni Moretti                      | Italie      | Michel Piccoli, Nanni Moretti                          |
| Hanezu, l'esprit des montagnes (Hanezu no tsuki)        | Naomi Kawase                       | Japon       | Tohta Komizu, Hako Oshima                              |
| Hara-Kiri : Mort d'un samouraï (Ichimei)                | Takashi Miike                      | Japon       | Ebizo Ichikawa, Kôji Yakusho                           |
| Le Havre                                                | Aki Kaurismäki                     | Finlande    | André Wilms, Kati Outinen                              |
| Il était une fois en Anatolie (Bir Zamanlar Anadolu'da) | Nuri Bilge Ceylan                  | Turquie     | Muhammet Uzuner, Yilmaz Erdogan                        |
| Pater                                                   | Alain Cavalier                     | France      | Vincent Lindon, Alain Cavalier                         |
| La piel que habito                                      | Pedro Almodóvar                    | Espagne     | Antonio Banderas, Elena Anaya                          |
| Polisse                                                 | Maïwenn                            | France      | Karin Viard, Marina Foïs, Joey Starr                   |
| Melancholia                                             | Lars von Trier                     | Danemark    | Kirsten Dunst, Charlotte Gainsbourg, Kiefer Sutherland |
| Michael en compétition pour la Caméra d'or              | Markus Schleinzer                  | Autriche    | Michael Fuith, David Rauchenberger                     |
| Sleeping Beauty en compétition pour la Caméra d'or      | Julia Leigh                        | Australie   | Emily Browning, Rachael Blake                          |
| La Source des femmes                                    | Radu Mihaileanu                    | Maroc       | Leïla Bekhti, Sabrina Ouazani, Hafsia Herzi            |
| The Tree of Life                                        | Terrence Malick                    | États-Unis  | Brad Pitt, Sean Penn, Jessica Chastain                 |
| This Must Be the Place                                  | Paolo Sorrentino                   | Italie      | Sean Penn, Frances McDormand                           |
| We Need to Talk about Kevin                             | Lynne Ramsay                       | Royaume-Uni | Tilda Swinton, John C. Reilly, Ezra Miller             |

#### Un certain regard
La section Un certain regard comprend 21 films :
| Titre                                                       | Réalisation                | Pays                            |
| ----------------------------------------------------------- | -------------------------- | ------------------------------- |
| Arirang                                                     | Kim Ki-duk                 | Corée du Sud                    |
| Arrêt en pleine voie                                        | Andreas Dresen             | Allemagne                       |
| Au revoir                                                   | Mohammad Rasoulof          | Iran                            |
| Beauty                                                      | Oliver Hermanus            | Afrique du Sud France           |
| Bonsai                                                      | Cristián Jiménez           | Chili France Argentine Portugal |
| Le Chasseur                                                 | Bakur Bakuradze            | Russie                          |
| Elena (Елена) film de clôture de la sélection               | Andreï Zviaguintsev        | Russie                          |
| Et maintenant, on va où ? (وهلّأ لوين؟)                      | Nadine Labaki              | Liban France                    |
| L'Exercice de l'État                                        | Pierre Schoeller           | France Belgique                 |
| Hors Satan                                                  | Bruno Dumont               | France                          |
| Loverboy                                                    | Catalin Mitulescu          | Roumanie Suède Serbie           |
| Martha Marcy May Marlene en compétition pour la Caméra d'or | Sean Durkin                | États-Unis                      |
| The Murderer (황해)                                         | Na Hong-jin                | Corée du Sud                    |
| Les Neiges du Kilimandjaro                                  | Robert Guédiguian          | France                          |
| Miss Bala                                                   | Gerardo Naranjo            | Mexique                         |
| Oslo, 31 août                                               | Joachim Trier              | Norvège                         |
| Restless film d'ouverture de la sélection                   | Gus Van Sant               | États-Unis                      |
| Tatsumi                                                     | Eric Khoo                  | Singapour Indonésie             |
| The Day He Arrives                                          | Hong Sang-soo              | Corée du Sud                    |
| Toomelah                                                    | Ivan Sen                   | Australie                       |
| Travailler fatigue en compétition pour la Caméra d'or       | Marco Dutra, Juliana Rojas | Brésil                          |

#### Hors compétition
| Titre                                                                                        | Réalisation                                | Pays       |
| -------------------------------------------------------------------------------------------- | ------------------------------------------ | ---------- |
| Les Bien-aimés film de clôture du Festival                                                   | Christophe Honoré                          | France     |
| Bollywood, The Greatest Love Story Ever Told                                                 | Rakeysh Omprakash Mehra, Jeffrey Zimbalist | Inde       |
| Le Complexe du castor (The Beaver)                                                           | Jodie Foster                               | États-Unis |
| La Conquête                                                                                  | Xavier Durringer                           | France     |
| Minuit à Paris (Midnight in Paris) film d'ouverture du Festival                              | Woody Allen                                | États-Unis |
| Pirates des Caraïbes : La Fontaine de jouvence (Pirates of the Caribbean: On Stranger Tides) | Rob Marshall                               | États-Unis |

#### Séances de minuit
| Titre                                             | Réalisation   | Pays      |
| ------------------------------------------------- | ------------- | --------- |
| Jours de grâce en compétition pour la Caméra d'or | Everardo Gout | Mexique   |
| Wu Xia                                            | Peter Chan    | Hong Kong |

#### Séances spéciales
| Titre                                                                  | Réalisation | Pays                        |
| ---------------------------------------------------------------------- | --- | --------------------------- |
| 18 jours                                                               | Ahmad Abdalla, Mariam Abou Ouf, Kamla Abu Zikri, Ahmed Alaa, Mohamed Ali Sherif Arafa, Sherif El Bendary, Marwan Hamed, Khaled Marei, Yousry Nasrallah | Égypte                      |
| Ceci n'est pas un film (این فیلم نیست)                                 | Mojtaba Mirtahmasb, Jafar Panahi | Iran                        |
| Duch, le maître des forges de l'enfer                                  | Rithy Panh | France Cambodge             |
| Le Facteur                                                             | Hussein Kamal | Égypte                      |
| Labrador en compétition pour la Caméra d'or                            | Frederikke Aspöck | Danemark                    |
| Michel Petrucciani                                                     | Michael Radford | France Allemagne Italie     |
| Plus jamais peur (لا خوف بعد اليوم) en compétition pour la Caméra d'or | Mourad Ben Cheikh | Tunisie                     |
| Surdose                                                                | Josh Tickell, Rebecca Tickell | États-Unis France Allemagne |
| Tous au Larzac                                                         | Christian Rouaud | France                      |

#### Cinéfondation
| Titre                                   | Réalisation                        | École                                             | Pays               |
| --------------------------------------- | ---------------------------------- | ------------------------------------------------- | ------------------ |
| The Agony and Sweat of the Human Spirit | Joe Bookman, Jesse Damazo          | Université de l'Iowa                              | États-Unis         |
| Befetach Beity                          | Anat Costi                         | École des Beaux-Arts de Bezalel                   | Israël             |
| Bento Monogatari                        | Pieter Dirkx                       | Université Sint-Lukas                             | Belgique           |
| Big Muddy                               | Jefferson Moneo                    | Université Columbia                               | États-Unis         |
| La Lettre                               | Doroteya Droumeva                  | Deutsche Film- und Fernsehakademie Berlin         | Allemagne          |
| Cagey Tigers                            | Aramisova                          | Académie du film de Prague                        | République tchèque |
| Drari                                   | Kamal Lazraq                       | Fémis                                             | France             |
| Duel avant le soir                      | Alice Furtado                      | Universidade Federal Fluminense                   | Brésil             |
| L'estate che non viene                  | Pasquale Marino                    | Centro Sperimentale di Cinematografia             | Italie             |
| La Fête de Mariage                      | Gastón Margolin, Martín Morgenfeld | Universidad del Cine                              | Argentine          |
| Martha doit voler                       | Ma'ayan Rypp                       | Université de Tel Aviv                            | Israël             |
| Salsipuedes                             | Mariano Luque                      | Université nationale de Córdoba                   | Argentine          |
| Suu et Uchikawa                         | Nathanael Carton                   | NYU Tisch School of the Arts Asia                 | Singapour          |
| Le Voyage                               | Simão Cayatte                      | Université Columbia                               | États-Unis         |
| Der Wechselbalg                         | Maria Steinmetz                    | Hochschule für Film und Fernsehen « Konrad Wolf » | Allemagne          |
| Ya-Gan-Bi-Hang                          | Son Tae-Gyum                       | Université Chung-Ang                              | Corée du Sud       |

#### Courts métrages
| Titre              | Réalisation         | Pays               |
| ------------------ | ------------------- | ------------------ |
| Bear               | Nash Edgerton       | Australie          |
| Ce n'est rien      | Nicolas Roy         | Canada             |
| Cross              | Maryna Vroda        | France Ukraine     |
| Ghost              | Dahci Ma            | Corée du Sud       |
| Kjøttsår           | Lisa Marie Gamlem   | Norvège            |
| Maillot de bain 46 | Wannes Destoop      | Belgique           |
| Paternal Womb      | Megumi Tazaki       | Japon              |
| Soy Tan Feliz      | Vladimir Durán      | Argentine Colombie |
| Tête de viande     | Sam Holst           | Nouvelle-Zélande   |
| Grandir            | Yohan Riba Martinez | Cuba               |

#### Cannes Classics
Longs-métrages
| Titre                                                                         | Réalisation              | Pays                    | Date |
| ----------------------------------------------------------------------------- | ------------------------ | ----------------------- | ---- |
| Portrait d'une enfant déchue film d'ouverture de la sélection Cannes Classics | Jerry Schatzberg         | États-Unis              | 1970 |
| Orange mécanique                                                              | Stanley Kubrick          | Royaume-Uni États-Unis  | 1971 |
| Le Voyage dans la Lune                                                        | Georges Méliès           | France                  | 1902 |
| La Machine à tuer les méchants                                                | Roberto Rossellini       | Italie                  | 1952 |
| Il était une fois le Bronx                                                    | Robert De Niro           | États-Unis              | 1993 |
| Le Conformiste                                                                | Bernardo Bertolucci      | Italie France Allemagne | 1970 |
| Rue Cases-Nègres                                                              | Euzhan Palcy             | France                  | 1983 |
| La Loi de la frontière                                                        | Ömer Lütfi Akad          | Turquie                 | 1966 |
| La Zone de la mort                                                            | Victor Trivas            | Allemagne               | 1931 |
| Les Enfants du paradis                                                        | Marcel Carné             | France                  | 1945 |
| Despair                                                                       | Rainer Werner Fassbinder | Allemagne France        | 1978 |
| Le Sauvage                                                                    | Jean-Paul Rappeneau      | France Italie           | 1975 |
| Chronique d'un été                                                            | Jean Rouch, Edgar Morin  | France                  | 1961 |
| L'Assassin                                                                    | Elio Petri               | Italie France           | 1961 |

Documentaires
| Titre                                                                                      | Réalisation                   | Pays             |  |
| ------------------------------------------------------------------------------------------ | ----------------------------- | ---------------- |  |
| Charlotte Rampling: The Look                                                               | Angelina Maccarone            | Allemagne France |  |
| Le Monde de Corman : exploits d'un rebelle hollywoodien en compétition pour la Caméra d'or | Alex Stapleton                | États-Unis       |  |
| Belmondo, itinéraire…                                                                      | Vincent Perrot, Jeff Domenech | France           |  |
| Kurosawa, la voie                                                                          | Catherine Cadou               | France           |  |
| Il était une fois… Orange Mécanique                                                        | Antoine de Gaudemar           | France           |  |

#### Cinéma de la Plage
| Titre                        | Réalisation       | Pays           | Année |
| ---------------------------- | ----------------- | -------------- | ----- |
| Cent Mille Dollars au soleil | Henri Verneuil    | France, Italie | 1965  |
| Atlantique, latitude 41°     | Roy Ward Baker    | Royaume-Uni    | 1958  |
| Le Bateau                    | Wolfgang Petersen | Allemagne      | 1981  |
| Et vogue le navire…          | Federico Fellini  | Italie, France | 1984  |
| Grenouille d'hiver           | Slony Sow         | France         | 2011  |
| Le Cri d'une fourmi          | Sameh Abdel Aziz  | Égypte         | 2011  |
| Le Magnifique                | Philippe de Broca | France, Italie | 1973  |
| Ouragan sur le Caine         | Edward Dmytryk    | États-Unis     | 1954  |
| Reflets sur la Croisette     | Isabelle Putod    | France         | 2011  |

### Quinzaine des réalisateurs

#### Longs métrages
| Titre                                                      | Réalisation                              | Pays                                      |
| ---------------------------------------------------------- | ---------------------------------------- | ----------------------------------------- |
| Après le sud en compétition pour la Caméra d'or            | Jean-Jacques Jauffret                    | France                                    |
| Blue Bird                                                  | Gust Van Den Berghe                      | Belgique                                  |
| Busong                                                     | Auraeus Solito                           | Philippines                               |
| Chatrak                                                    | Vimukthi Jayasundara                     | Inde France                               |
| Code Blue                                                  | Urszula Antoniak                         | Pays-Bas Danemark                         |
| Corpo celeste en compétition pour la Caméra d'or           | Alice Rohrwacher                         | Italie Suisse France                      |
| Volcano (Eldfjall) en compétition pour la Caméra d'or      | Rúnar Rúnarsson                          | Danemark Islande                          |
| En ville en compétition pour la Caméra d'or                | Valérie Mréjen, Bertrand Schefer         | France                                    |
| La Falaise argentée                                        | Karim Aïnouz                             | Brésil                                    |
| La Fée                                                     | Fiona Gordon, Dominique Abel, Bruno Romy | Belgique France                           |
| La Fin du silence en compétition pour la Caméra d'or       | Roland Edzard                            | France Autriche                           |
| Les Géants                                                 | Bouli Lanners                            | Belgique France Luxembourg                |
| Impardonnables                                             | André Téchiné                            | France Italie                             |
| The Island                                                 | Kamen Kalev                              | Bulgarie Suède                            |
| Jeanne captive                                             | Philippe Ramos                           | France                                    |
| Nouveau Souffle en compétition pour la Caméra d'or         | Karl Markovics                           | Autriche                                  |
| The Other Side of Sleep en compétition pour la Caméra d'or | Rebecca Daly                             | Irlande Hongrie Pays-Bas                  |
| Play                                                       | Ruben Östlund                            | Suède France Danemark                     |
| Porfirio                                                   | Alejandro Landes                         | Colombie Espagne Uruguay Argentine France |
| Return en compétition pour la Caméra d'or                  | Liza Johnson                             | États-Unis                                |
| Sur la planche                                             | Leïla Kilani                             | Maroc France Allemagne                    |

#### Séances spéciales
| Titre                    | Réalisation                         | Pays               |
| ------------------------ | ----------------------------------- | ------------------ |
| Des jeunes gens modernes | Jérôme de Missolz                   | France Belgique    |
| Guilty of Romance        | Sono Sion                           | Japon              |
| La nuit elles dansent    | Isabelle Lavigne, Stéphane Thibault | Canada             |
| Le Veilleur de nuit      | Natalia Almada                      | États-Unis Mexique |

#### Courts métrages
| Titre                                     | Réalisation         | Pays            |
| ----------------------------------------- | ------------------- | --------------- |
| Armand 15 ans l'été                       | Blaise Harrison     | France          |
| Bielutine - Dans le jardin du temps       | Clément Cogitore    | France          |
| Boro in the Box                           | Bertrand Mandico    | France          |
| Cigarette at Night                        | Duane Hopkins       | Royaume-Uni     |
| Csicska                                   | Attila Till         | Hongrie         |
| Demain, ce sera bien                      | Pauline Gay         | France          |
| Fourplay : Tampa                          | Kyle Henry          | États-Unis      |
| Killing the Chickens to Scare the Monkeys | Jens Assur          | Suède Thaïlande |
| La Conduite de la raison                  | Aliocha             | France          |
| Las Palmas                                | Johannes Nyholm     | Suède           |
| Le Songe de poliphile                     | Camille Henrot      | France          |
| Mila Caos                                 | Simon Paetau        | Allemagne Cuba  |
| Nuvem                                     | Basil da Cunha      | Suisse Portugal |
| Vice Versa One                            | Shahrbanoo Sadat    | Afghanistan     |
| Grandir                                   | Yohan Riba Martinez | Cuba            |

### Semaine de la critique

#### Compétition

##### Longs métrages
| Titre                                                                        | Réalisation                    | Pays              |
| ---------------------------------------------------------------------------- | ------------------------------ | ----------------- |
| 17 filles en compétition pour la Caméra d'or                                 | Muriel Coulin, Delphine Coulin | France            |
| Les Acacias (Las Acacias) en compétition pour la Caméra d'or                 | Pablo Giorgelli                | Argentine Espagne |
| Avé en compétition pour la Caméra d'or                                       | Konstantin Bojanov             | Bulgarie France   |
| Les Crimes de Snowtown (Snowtown) en compétition pour la Caméra d'or         | Justin Kurzel                  | Australie         |
| La Femme qui aimait les hommes (The Slut) en compétition pour la Caméra d'or | Hagar Ben Asher                | Israël Allemagne  |
| Sauna on Moon                                                                | Zou Peng                       | Chine             |
| Take Shelter                                                                 | Jeff Nichols                   | États-Unis        |

##### Courts métrages
| Titre                                                                               | Réalisation          | Pays              |
| ----------------------------------------------------------------------------------- | -------------------- | ----------------- |
| Alexis Ivanovitch, vous êtes mon héros                                              | Guillaume Gouix      | France            |
| Black Moon                                                                          | Amie Siegel          | États-Unis        |
| Blue                                                                                | Stephan Kang         | Nouvelle-Zélande  |
| Boy                                                                                 | Topaz Adizes         | États-Unis        |
| Bul-Myul-Ui-Sa-Na-Ie                                                                | Byoung-Gon Moon      | Corée du Sud      |
| Dimanches                                                                           | Valéry Rosier        | Belgique          |
| In Front of the House                                                               | Lee Tae-Ho           | Corée du Sud      |
| La inviolabilidad del domicilio se basa en el hombre que aparece empunando un hacha | Alex Piperno         | Uruguay Argentine |
| Junior                                                                              | Julia Ducournau      | France            |
| Permanencias                                                                        | Ricardo Alves Junior | Brésil            |

#### Séances spéciales
| Titre                                                                             | Réalisation             | Pays              |
| --------------------------------------------------------------------------------- | ----------------------- | ----------------- |
| La guerre est déclarée film d'ouverture                                           | Valérie Donzelli        | France            |
| Mourir auprès de toi (court métrage)                                              | Spike Jonze, Simon Cahn | France            |
| My Little Princess séance du 50e anniversaire, en compétition pour la Caméra d'or | Eva Ionesco             | France            |
| Walk away Renée!                                                                  | Jonathan Caouette       | États-Unis France |
| Pourquoi tu pleures ? film de clôture en compétition pour la Caméra d'or          | Katia Lewkowicz         | France            |

## Palmarès

### Palmarès officiel

#### Compétition
| Prix                            | Attribué à                                         | Pays       |
| ------------------------------- | -------------------------------------------------- | ---------- |
| Palme d'or                      | The Tree of Life de Terrence Malick                | États-Unis |
| Grand prix (ex æquo)            | Il était une fois en Anatolie de Nuri Bilge Ceylan | Turquie    |
| Grand prix (ex æquo)            | Le Gamin au vélo des frères Dardenne               | Belgique   |
| Prix d'interprétation masculine | Jean Dujardin dans The Artist                      | France     |
| Prix d'interprétation féminine  | Kirsten Dunst dans Melancholia                     | États-Unis |
| Prix de la mise en scène        | Nicolas Winding Refn pour Drive                    | Danemark   |
| Prix du scénario                | Joseph Cedar pour Footnote                         | Israël     |
| Prix du jury                    | Polisse de Maïwenn                                 | France     |
| Palme d'honneur                 | Bernardo Bertolucci                                | Italie     |
| Palme d'honneur                 | Jean-Paul Belmondo                                 | France     |

#### Caméra d'or
| Prix        | Attribué à                     | Pays              |
| ----------- | ------------------------------ | ----------------- |
| Caméra d'or | Les Acacias de Pablo Giorgelli | Argentine Espagne |

#### Un certain regard
| Prix                            | Attribué à                               | Pays         |
| ------------------------------- | ---------------------------------------- | ------------ |
| Prix Un certain regard ex aequo | Arirang de Kim Ki-duk                    | Corée du Sud |
| Prix Un certain regard ex aequo | Halt auf freier Strecke d'Andreas Dresen | Allemagne    |
| Prix du jury                    | Elena d'Andreï Zviaguintsev              | Russie       |
| Prix de la mise en scène        | Au revoir de Mohammad Rasoulof           | Iran         |

#### Cinéfondation
| Prix     | Attribué à                     | École                                               |
| -------- | ------------------------------ | --------------------------------------------------- |
| 1er prix | La Lettre de Doroteya Droumeva | Deutsche Film- und Fernsehakademie Berlin Allemagne |
| 2e prix  | Drari de Kamal Lazraq          | La Fémis France                                     |
| 3e prix  | Ya-Gan-Bi-Hang de Son Tae-gyum | Université Chung-ang Corée du Sud                   |

#### Courts métrages
| Prix                          | Attribué à                           | Pays           |
| ----------------------------- | ------------------------------------ | -------------- |
| Palme d'or du court métrage   | Cross de Maryna Vroda                | Ukraine France |
| Prix du jury du court métrage | Maillot de bain 46 de Wannes Destoop | Belgique       |

### Semaine de la critique
| Prix                                   | Attribué à                                                | Pays              |
| -------------------------------------- | --------------------------------------------------------- | ----------------- |
| Grand prix                             | Take Shelter de Jeff Nichols                              | États-Unis        |
| Mention spéciale du président          | Les Crimes de Snowtown de Justin Kurzel                   |                   |
| Prix SACD                              | Take Shelter de Jeff Nichols                              | États-Unis        |
| Mention spéciale SACD                  | Alexis Ivanovitch, vous êtes mon héros de Guillaume Gouix | France            |
| Soutien ACID/CCAS                      | Les Acacias de Pablo Giorgelli                            | Argentine Espagne |
| Prix OFAJ de la jeune critique         | Les Acacias de Pablo Giorgelli                            | Argentine Espagne |
| Grand prix Canal+ du court métrage     | Blue de Stephan Kang                                      | Nouvelle-Zélande  |
| Prix Découverte Kodak du court métrage | Dimanches de Valérie Rosier                               | Belgique          |

### Autres prix
| Prix                    | Prix                                                 | Attribué à                                  | Pays           |
| ----------------------- | ---------------------------------------------------- | ------------------------------------------- | -------------- |
| Prix FIPRESCI           | Compétition                                          | Le Havre d'Aki Kaurismäki                   | Finlande       |
| Prix FIPRESCI           | Un certain regard                                    | L'Exercice de l'État de Pierre Schoeller    | France         |
| Prix FIPRESCI           | Quinzaine des réalisateurs et semaine de la critique | Take Shelter de Jeff Nichols                | États-Unis     |
| Prix du jury œcuménique | Prix du jury œcuménique                              | This Must Be the Place de Paolo Sorrentino  | Italie         |
| Prix du jury œcuménique | Mentions spéciales                                   | Le Havre d'Aki Kaurismäki                   | Finlande       |
| Prix du jury œcuménique | Mentions spéciales                                   | Et maintenant, on va où ? de Nadine Labaki  | Liban          |
| Prix de la jeunesse     | Prix de la jeunesse                                  | La piel que habito de Pedro Almodóvar       | Espagne        |
| Queer Palm              | Queer Palm                                           | Beauty d'Oliver Hermanus                    | Afrique du Sud |
| Trophée Chopard         | Révélation féminine                                  | Astrid Bergès-Frisbey                       | France Espagne |
| Trophée Chopard         | Révélation masculine                                 | Niels Schneider                             | France Canada  |
| Palme dog               | Palme dog                                            | Uggy dans The Artist de Michel Hazanavicius | France         |